# Victor Dolipschi
Victor Dolipschi (ur. 19 października 1950 w Bukareszcie, zm. 14 stycznia 2009) – rumuński zapaśnik.

## Kariera
Dwukrotnie wystartował na igrzyskach olimpijskich w wadze superciężkiej w stylu klasycznym. W 1972 zdobył brązowy medal, a w 1984 zajął pierwotnie 4. miejsce, jednak po dyskwalifikacji srebrnego medalisty Tomasa Johanssona uzyskał brązowy medal.
Piąty na mistrzostwach świata w 1973 i szósty w 1971.
Był dwukrotnym brązowym medalistą mistrzostw Europy w tej samej wadze: z 1972 i 1977. W 1981 został złotym medalistą uniwersjady w wadze pow. 100 kg.

## Wyniki olimpijskie
- Turniej w Monachium 1972

Przegrał z Anatolijem Roszczinem z ZSRR, a potem wygrał z Edwardem Wojdą, Wilfriedem Dietrichem z NRD i Węgrem Józsefem Csatárim.
- Turniej w Los Angeles 1984

Pokonał Antonio La Penne z Włoch i Hasana al-Haddada z Egiptu, a przegrał dwukrotnie z Tomasem Johanssonem ze Szwecji i w pojedynku o kolor medalu z Refikiem Memiševiciem z Jugosławii.

## Losy po zakończeniu kariery
Po zakończeniu kariery został działaczem sportowym. Pełnił m.in. funkcję prezesa rumuńskiej federacji zapaśniczej. Zmarł 14 stycznia 2009.